# Woody Headspeth
Woody Headspeth, aussi connu sous le noms Hedspeth ou Hedspath, né le 14 juin 1881 à Indianapolis et mort le 16 avril 1941 à Lisbonne, est un cycliste américain.

## Biographie
Woody Headspeth est l'un des premiers coureurs cyclistes de couleur de l'histoire, bien qu'il n'ait jamais eu autant de succès que le premier champion du monde noir de 1899, Major Taylor. On l'appelait « fastest colored rider in the country » à côté de Taylor.
Woody Headspeth vient comme Taylor, qui était de trois ans son ainé, d'Indianapolis, et les deux hommes se sont liés d'amitié. Son plus grand succès est en 1898 la victoire aux Six jours de Dayton qui sont disputés, alors, encore par un coureur seul six jours vingt-quatre heures sur vingt-quatre. Aux Six jours de New York en 1903, dans une équipe à deux avec un coéquipier du nom de Dove, il se retrouve à la onzième et dernière place. Il travaille aussi comme mécanicien de bicyclette.
Plus tard Woody Headspeth vient en Europe, car aux États-Unis il a encore des problèmes en tant qu'homme de couleur, pour obtenir une licence de course. Il participe aux courses de demi-fond très lucratives, en particulier en Allemagne, en France, aux Pays-Bas et en Belgique. En 1903, il participe à la course des 24 heures du Bol d'or à Paris, mais il est obligé d'abandonner. En 1904, il établit à Dayton un record du monde de l'heure. En 1906, il obtient avec le Bohémien (Tchèque, à l'époque Austro-hongrois) Emanuel Kudela la deuxième place sur une course de 24 heures au vélodrome de Steglitz.
En Europe, les ressentiments raciaux sont moins prononcés qu'aux États-Unis, bien que présents : vers 1905 lors de sa participation à une course à Amsterdam, sa nationalité est notée au programme derrière le nom du coureur, derrière le nom d'Headspeth est noté entre parenthèses « nègre ».
Headspeth court jusqu'à son 50e anniversaire. Il travaille également comme assistant et mécanicien et sur les pistes de course cycliste, entre autres, pour le champion du monde de demi-fond Victor Linart.
Woody Headspeth se marie en 1899 aux États-Unis. En France, il a une liaison avec une Française, danseuse de ballet et il vit à Paris. Le couple a une fille. Pendant la Seconde Guerre mondiale, lorsque la Wehrmacht occupe Paris en juin 1940, il fuit au Portugal, où il est pris en charge par la Croix-Rouge en tant que « membre du Groupe de rapatriement 14 de Paris ». Il meurt de la fièvre typhoïde et de la tuberculose à l'hôpital Curry Cabral à Lisbonne, où il est enterré. Ses biens, décrits comme « sans valeur » sont brûlés pour des raisons médicales.